# William Diller Matthew
William Diller Matthew FRS (Saint John, 19 de febrero de 1871 - San Francisco, 24 de septiembre de 1930) fue un zoólogo y paleontólogo estadounidense.
Diller estudió principalmente los fósiles de mamíferos. Fue conservador del Museo Americano de Historia Natural desde mediados de la década de 1890 hasta 1927.
Era el padre de Margaret Matthew una notable artista, ilustradora, y escultora, especializada en la visualización de especies extintas.

## Obra

### Algunas publicaciones
- Fossil mammals of the Tertiary of northeastern Colorado: American Museum collection of 1898. 1901.

- The evolution of the horse. 1903.

- The Carnivora and Insectivora of the Bridger Basin, Middle Eocene. 1909.

- Dinosaurs with special reference to the American museum, collections. 1915.

## Abreviatura (zoología)
La abreviatura Matthew  se emplea para indicar a William Diller Matthew como autoridad en la descripción y taxonomía en zoología.